# Borzechów (gmina)
Borzechów – gmina wiejska w województwie lubelskim, w powiecie lubelskim. W latach 1975–1998 gmina położona była w województwie lubelskim.
Siedziba gminy to Borzechów.
Według danych z 30 czerwca 2004 gminę zamieszkiwało 3847 osób. Natomiast według danych z 31 grudnia 2019 roku gminę zamieszkiwało 3760 osób.

## Struktura powierzchni
Według danych z roku 2002 gmina Borzechów ma obszar 67,37 km², w tym:
- użytki rolne: 86%
- użytki leśne: 10%

Gmina stanowi 4,01% powierzchni powiatu.

## Demografia

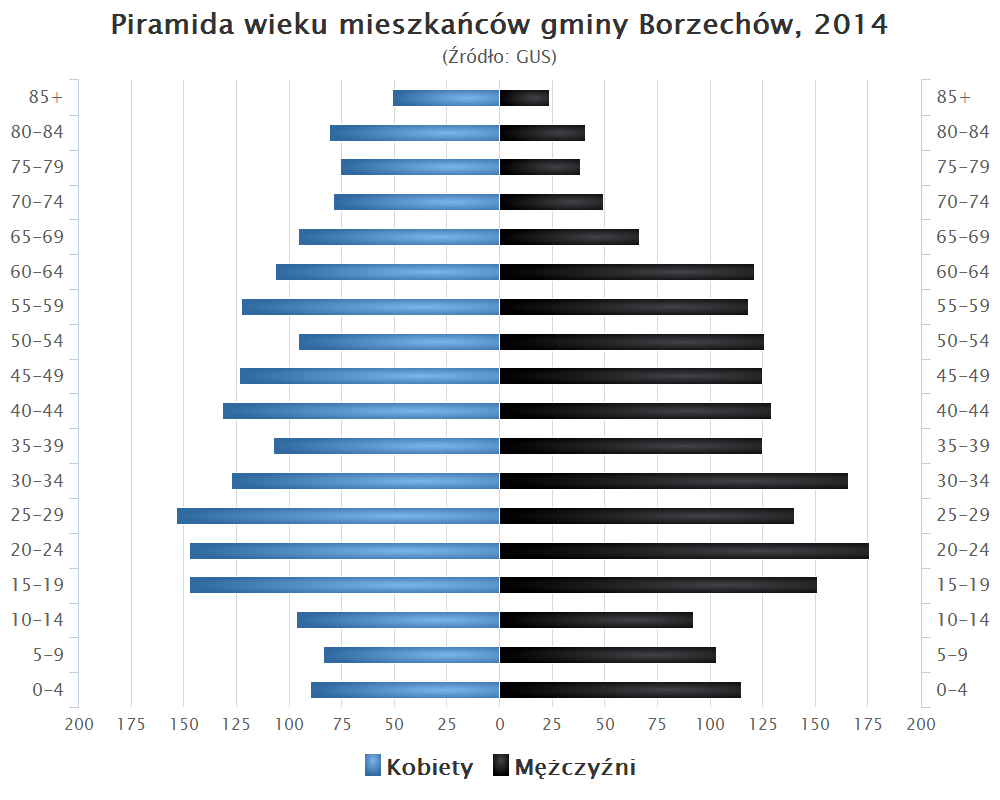
Piramida wieku mieszkańców gminy Borzechów w 2014 roku

Dane z 30 czerwca 2004:
| Opis                              | Ogółem | Ogółem | Kobiety | Kobiety | Mężczyźni | Mężczyźni |
| --------------------------------- | ------ | ------ | ------- | ------- | --------- | --------- |
| jednostka                         | osób   | %      | osób    | %       | osób      | %         |
| populacja                         | 3847   | 100    | 1921    | 49,9    | 1926      | 50,1      |
| gęstość zaludnienia (mieszk./km²) | 57,1   | 57,1   | 28,5    | 28,5    | 28,6      | 28,6      |

## Sołectwa
Białawoda, (Borzechów - Kępa Borzechowska), Borzechów-Kolonia, Dąbrowa, (Dobrowola - Ryczydół), Grabówka, Kaźmierów, Kępa, Kępa-Kolonia, Kłodnica Dolna, Kłodnica Górna, Ludwinów, Łączki-Pawłówek, Łopiennik, Majdan Borzechowski, Majdan Radliński, Majdan Skrzyniecki, Osina, Zakącie.

## Sąsiednie gminy
Bełżyce, Chodel, Niedrzwica Duża, Urzędów, Wilkołaz